# Puente ferroviario de Estreito MA
El Puente Ferroviario de Estreito MA, sobre el Río Tocantins, une los estados de Tocantins y Maranhão. Es parte del Ferrocarril Norte-Sul.